# Falsoterinaea
Falsoterinaea is een kevergeslacht uit de familie van de boktorren (Cerambycidae). De wetenschappelijke naam van het geslacht werd voor het eerst geldig gepubliceerd in 1938 door Matsushita.

## Soorten
Falsoterinaea is monotypisch en omvat slechts de volgende soort:
- Falsoterinaea fuscorufa (Matsushita, 1938)